# Едді Гріффін (баскетболіст)
Едді Гріффін (англ. Eddie Griffin, 30 травня 1982, Філадельфія — 17 серпня 2007, Х'юстон) — американський професіональний баскетболіст, що грав на позиціях  за декілька команд НБА.

## Ігрова кар'єра
На університетському рівні грав за команду «Сетон Голл» (2000–2001).
2001 року був обраний у першому раунді драфту НБА під загальним 7-м номером командою «Нью-Джерсі Нетс».
Проте професіональну кар'єру розпочав 2001 року виступами за «Х'юстон Рокетс», захищав кольори команди з Х'юстона протягом наступних 2 сезонів.
Другою і останньою ж командою в кар'єрі гравця стала «Міннесота Тімбервулвз», до складу якої він приєднався 2004 року і за яку відіграв 3 сезони.

## Смерть
Гріффін загинув внаслідок автомобільної аварії 17 серпня 2007 року приблизно о 1:30 ночі. Поліція Х'юстона повідомила у звіті, що Гріффін проігнорував попередження залізниці та проїхав через бар'єр, після чого зіткнувся з поїздом. У вогні, що виник, згорів позашляховик Гріффіна та частина вагона, що перевозив пластикові гранули. Тіло Гріффіна сильно обгоріло, і початкова ідентифікація не була проведена. Пізніше стоматологічні записи показали, що чоловіком був Гріффін. Згідно з протоколом розтину, рівень алкоголю в його крові становив 0,26; дозволена в Техасі норма становить 0,08. Аналізи не виявили слідів кокаїну, барбітуратів чи будь-яких інших наркотиків. Його поховали на кладовищі Нортвуд у Філадельфії. У нього залишилась трирічна донька.

## Статистика виступів в НБА

### Регулярний сезон
| Сезон             | Команда                 | GP  | GS  | MPG  | FG%  | 3P%  | FT%  | RPG | APG | SPG | BPG | PPG |
| ----------------- | ----------------------- | --- | --- | ---- | ---- | ---- | ---- | --- | --- | --- | --- | --- |
| 2001–02           | «Х'юстон Рокетс»        | 73  | 24  | 26.0 | .366 | .330 | .744 | 5.7 | .7  | .2  | 1.8 | 8.8 |
| 2002–03           | «Х'юстон Рокетс»        | 77  | 66  | 24.5 | .400 | .333 | .617 | 6.0 | 1.1 | .7  | 1.4 | 8.6 |
| 2004–05           | «Міннесота Тімбервулвз» | 70  | 0   | 21.3 | .387 | .328 | .718 | 6.5 | .8  | .3  | 1.7 | 7.5 |
| 2005–06           | «Міннесота Тімбервулвз» | 70  | 27  | 19.4 | .351 | .195 | .595 | 5.6 | .6  | .2  | 2.1 | 4.6 |
| 2006–07           | «Міннесота Тімбервулвз» | 13  | 0   | 7.1  | .259 | .000 | .800 | 1.9 | .3  | .0  | .5  | 1.4 |
| Усього за кар'єру | Усього за кар'єру       | 303 | 117 | 22.2 | .377 | .315 | .671 | 5.8 | .8  | .3  | 1.7 | 7.2 |